# Орден Амаранта
Орден Амаранта (швед. Amarantorden) был учреждён в 1653 году для шестнадцати пар кавалеров и дам шведской королевой Кристиной, чтобы увековечить особенно удавшийся ночной праздник-маскарад, участники которого были одеты в костюмы пастушков и нимф; королева изображала нимфу по имени Амаранта. По другим данным, орден был учреждён в честь одного из любимцев королевы, а имя получил по названию местности, служившей королеве и её друзьям местом романтических утех. Знаком ордена был медальон с вензелем, составленным из двух «А» и девизом «Сладкое воспоминание».
В настоящее время существует под названием «Великий орден Амаранта» (швед. Stora Amarantherorden) в качестве частной организации благотворительной направленности под покровительством шведской королевской семьи. Отделения организации находятся в Стокгольме, Мальмё, Гётеборге, Карлскруне и в Финляндии.